# Beniaminek
Beniaminek – zespół klubu sportowego, który awansował do danej ligi z niższego szczebla rozgrywek i gra w niej pierwszy sezon po takim awansie.
Do przywilejów beniaminka na ogół (choć nie zawsze) należy rozgrywanie pierwszego w sezonie meczu we własnym obiekcie.
Przeciwieństwem tego określenia jest spadkowicz – oznacza bowiem zespół, który spadł do danej ligi z wyższego szczebla rozgrywek i gra w niej pierwszy sezon po takim spadku.

## Etymologia
Określenie pochodzi od imienia biblijnego Beniamina, syna Jakuba, które w formie zdrobniałej jest synonimem najmłodszego w gronie.

## Przykłady
Przykładem może być klub Liteks Łowecz w Bułgarii w sezonie 1997-98, który wywalczył mistrzostwo kraju po wcześniejszych występach w II lidze. Natomiast w sezonie 2011-12 mistrzem został Łudogorec Razgrad.